# Othmane Maamma
Othmane Maamma (* 6. Oktober 2005 in Alès) ist ein marokkanisch-französischer Fußballspieler, der aktuell beim HSC Montpellier in der Ligue 1 spielt.

## Karriere

### Verein
Maamma begann seine fußballerische Ausbildung 2011 bei Nîmes Gazelec Sportif Gardois. Dort spielte er vier Jahre lang, ehe er zum AC Arles-Avignon wechselte, wo er ein Jahr lang spielte. Anschließend nahm ihn die Jugendakademie des HSC Montpellier unter Vertrag. In der Saison 2021/22 spielte er bereits das erste Mal für die U19-Mannschaft in der Coupe Gambardella und in der Liga und traf in 14 B-Jugend-Spielen sechsmal in der Liga. Die Spielzeit 2022/23 verbrachte er als Stammkraft in der A-Jugend, wo er sieben Tore schoss. Zudem spielte er bereits achtmal für das fünftklassige Zweitteam. Nach weiteren U19- und Reserveeinsätzen debütierte Maamma am 12. Mai 2024 (33. Spieltag) nach Einwechslung bei einer 0:2-Niederlage gegen die AS Monaco in der Ligue 1. Im Nächsten Spiel stand er in der Startelf und schoss an diesem letzten Spieltag bei einem 2:2-Unentschieden gegen den RC Lens sein erstes Tor im Profibereich.

### Nationalmannschaft
Seit September 2023 spielt Maamma für die marokkanische U20-Nationalmannschaft und kommt dort regelmäßig zu Einsätzen.